# Rastellobata rastelligera
Rastellobata rastelligera är en kvalsterart som först beskrevs av Berlese 1908.  Rastellobata rastelligera ingår i släktet Rastellobata och familjen Amerobelbidae. Inga underarter finns listade i Catalogue of Life.